# Campeonato Europeo de Balonmano Femenino de 2020
El XIV Campeonato Europeo de Balonmano Femenino se celebró en Dinamarca entre el 3 y el 20 de diciembre de 2020 bajo la organización de la Federación Europea de Balonmano (EHF) y la Federación Danesa de Balonmano.
Un total de dieciséis selecciones nacionales compitieron por el título europeo, cuyo anterior portador era el equipo de Francia, vencedor del Europeo de 2018.
Inicialmente, el campeonato iba a ser realizado conjuntamente en Dinamarca y Noruega, pero la federación de este último país renunció tres semanas antes del inicio a la organización del torneo debido a la pandemia de COVID-19.
El equipo de Noruega conquistó el título europeo al derrotar en la final a la selección de Francia con un marcador de 20-22. En el partido por el tercer lugar el conjunto de Croacia venció al de Dinamarca.

## Sedes
| Foto | Grupo                | Ciudad  | Instalación      | Capacidad |
| ---- | -------------------- | ------- | ---------------- | --------- |
|      | A, B, I y fase final | Herning | Jyske Bank Boxen | 10 000    |
|      | C, D y II            | Kolding | Sydbank Arena    | 5000      |

## Árbitros
El 9 de octubre fueron anunciadas las 10 parejas arbitrales para este campeonato.
| País                 | Árbitros                                |
| -------------------- | --------------------------------------- |
| Austria              | Ana Vranes Marlis Wenninger             |
| Bosnia y Herzegovina | Vesna Balvan Tatjana Praštalo           |
| Dinamarca            | Karina Christiansen Line Hansen         |
| Francia              | Charlotte Bonaventura Julie Bonaventura |
| Grecia               | Ioanna Jristidi Ioanna Papamattheu      |

| País       | Árbitros                              |
| ---------- | ------------------------------------- |
| Montenegro | Jelena Mitrović Anđelina Kažanegra    |
| Portugal   | Vânia Sá Marta Sá                     |
| Rumania    | Cristina Năstase Simona Stancu        |
| Rusia      | Viktoriya Alpaidze Tatiana Beriozkina |
| Serbia     | Vanja Antić Jelena Jakovljević        |

## Grupos
| Grupo A    | Grupo B         | Grupo C      | Grupo D  |
| ---------- | --------------- | ------------ | -------- |
| Francia    | Rusia           | Países Bajos | Rumania  |
| Dinamarca  | Suecia          | Hungría      | Noruega  |
| Montenegro | España          | Serbia       | Alemania |
| Eslovenia  | República Checa | Croacia      | Polonia  |

## Primera fase
- Todos los partidos en la hora local de Dinamarca (UTC+1).

Los primeros tres de cada grupo pasan a la segunda fase.

### Grupo A
| Equipo     | J | G | E | P | GF | GC | DG  | PTS |
| ---------- | - | - | - | - | -- | -- | --- | --- |
| Francia    | 3 | 3 | 0 | 0 | 74 | 60 | +14 | 6   |
| Dinamarca  | 3 | 2 | 0 | 1 | 78 | 65 | +13 | 4   |
| Montenegro | 3 | 1 | 0 | 2 | 68 | 77 | -9  | 2   |
| Eslovenia  | 3 | 0 | 0 | 3 | 65 | 83 | -18 | 0   |

- Resultados

| Fecha | Hora  | Partido¹   | Partido¹ | Partido¹   | Resultado |
| ----- | ----- | ---------- | -------- | ---------- | --------- |
| 04.12 | 18:15 | Francia    | -        | Montenegro | 24-23     |
| 04.12 | 20:30 | Dinamarca  | -        | Eslovenia  | 30-23     |
| 06.12 | 18:15 | Eslovenia  | -        | Francia    | 17-27     |
| 06.12 | 20:30 | Montenegro | -        | Dinamarca  | 19-28     |
| 08.12 | 18:15 | Montenegro | -        | Eslovenia  | 26-25     |
| 08.12 | 20:30 | Francia    | -        | Dinamarca  | 23-20     |

- (¹) – Todos en Herning.

### Grupo B
| Equipo          | J | G | E | P | GF | GC | DG  | PTS |
| --------------- | - | - | - | - | -- | -- | --- | --- |
| Rusia           | 3 | 3 | 0 | 0 | 85 | 70 | +15 | 6   |
| Suecia          | 3 | 1 | 1 | 1 | 76 | 76 | 0   | 3   |
| España          | 3 | 1 | 1 | 1 | 72 | 78 | -6  | 3   |
| República Checa | 3 | 0 | 0 | 3 | 69 | 78 | -9  | 0   |

- Resultados

| Fecha | Hora  | Partido¹        | Partido¹ | Partido¹        | Resultado |
| ----- | ----- | --------------- | -------- | --------------- | --------- |
| 03.12 | 18:15 | Rusia           | -        | España          | 31-22     |
| 03.12 | 20:30 | Suecia          | -        | República Checa | 27-23     |
| 05.12 | 18:15 | República Checa | -        | Rusia           | 22-24     |
| 05.12 | 20:30 | España          | -        | Suecia          | 23-23     |
| 07.12 | 18:15 | España          | -        | República Checa | 27-24     |
| 07.12 | 20:30 | Rusia           | -        | Suecia          | 30-26     |

- (¹) – Todos en Herning.

### Grupo C
| Equipo       | J | G | E | P | GF | GC | DG | PTS |
| ------------ | - | - | - | - | -- | -- | -- | --- |
| Croacia      | 3 | 3 | 0 | 0 | 76 | 71 | +5 | 6   |
| Hungría      | 3 | 1 | 0 | 2 | 84 | 78 | +6 | 2   |
| Países Bajos | 3 | 1 | 0 | 2 | 78 | 80 | -2 | 2   |
| Serbia       | 3 | 1 | 0 | 2 | 79 | 88 | -9 | 2   |

- Resultados

| Fecha | Hora  | Partido¹     | Partido¹ | Partido¹     | Resultado |
| ----- | ----- | ------------ | -------- | ------------ | --------- |
| 04.12 | 18:15 | Hungría      | -        | Croacia      | 22-24     |
| 05.12 | 20:30 | Países Bajos | -        | Serbia       | 25-29     |
| 06.12 | 16:00 | Serbia       | -        | Hungría      | 26-38     |
| 06.12 | 18:15 | Croacia      | -        | Países Bajos | 27-25     |
| 08.12 | 18:15 | Serbia       | -        | Croacia      | 24-25     |
| 08.12 | 20:30 | Países Bajos | -        | Hungría      | 28-24     |

- (¹) – Todos en Kolding.

### Grupo D
| Equipo   | J | G | E | P | GF  | GC | DG  | PTS |
| -------- | - | - | - | - | --- | -- | --- | --- |
| Noruega  | 3 | 3 | 0 | 0 | 105 | 65 | +40 | 6   |
| Alemania | 3 | 1 | 1 | 1 | 66  | 82 | -16 | 3   |
| Rumania  | 3 | 1 | 0 | 2 | 67  | 74 | -7  | 2   |
| Polonia  | 3 | 0 | 1 | 2 | 67  | 84 | -17 | 1   |

- Resultados

| Fecha | Hora  | Partido¹ | Partido¹ | Partido¹ | Resultado |
| ----- | ----- | -------- | -------- | -------- | --------- |
| 03.12 | 18:00 | Rumania  | -        | Alemania | 19-22     |
| 03.12 | 20:30 | Noruega  | -        | Polonia  | 35-22     |
| 05.12 | 16:00 | Polonia  | -        | Rumania  | 24-28     |
| 05.12 | 18:15 | Alemania | -        | Noruega  | 23-42     |
| 07.12 | 18:15 | Alemania | -        | Polonia  | 21-21     |
| 07.12 | 20:30 | Rumania  | -        | Noruega  | 20-28     |

- (¹) – Todos en Kolding.

## Segunda fase
- Todos los partidos en la hora local de Dinamarca (UTC+1).

Los primeros dos de cada grupo disputan las semifinales.

### Grupo I
| Equipo     | J | G | E | P | GF  | GC  | DG  | PTS |
| ---------- | - | - | - | - | --- | --- | --- | --- |
| Francia    | 5 | 4 | 1 | 0 | 132 | 121 | +11 | 9   |
| Dinamarca  | 5 | 4 | 0 | 1 | 136 | 111 | +25 | 8   |
| Rusia      | 5 | 3 | 1 | 1 | 136 | 129 | +7  | 7   |
| Montenegro | 5 | 1 | 1 | 3 | 122 | 127 | -5  | 3   |
| España     | 5 | 0 | 2 | 3 | 120 | 140 | -20 | 2   |
| Suecia     | 5 | 0 | 1 | 4 | 121 | 139 | -18 | 1   |

- Resultados

| Fecha | Hora  | Partido¹   | Partido¹ | Partido¹ | Resultado |
| ----- | ----- | ---------- | -------- | -------- | --------- |
| 10.12 | 18:15 | Montenegro | -        | Rusia    | 23-24     |
| 10.12 | 20:30 | Francia    | -        | España   | 26-25     |
| 11.12 | 18:15 | Francia    | -        | Rusia    | 28-28     |
| 11.12 | 20:30 | Dinamarca  | -        | Suecia   | 24-22     |
| 13.12 | 18:15 | Montenegro | -        | Suecia   | 31-25     |
| 13.12 | 20:30 | Dinamarca  | -        | España   | 34-24     |
| 15.12 | 16:00 | Montenegro | -        | España   | 26-26     |
| 15.12 | 18:15 | Francia    | -        | Suecia   | 31-25     |
| 15.12 | 20:30 | Dinamarca  | -        | Rusia    | 30-23     |

- (¹) – Todos en Herning.

### Grupo II
| Equipo       | J | G | E | P | GF  | GC  | DG  | PTS |
| ------------ | - | - | - | - | --- | --- | --- | --- |
| Noruega      | 5 | 5 | 0 | 0 | 170 | 114 | +56 | 10  |
| Croacia      | 5 | 4 | 0 | 1 | 124 | 123 | +1  | 8   |
| Países Bajos | 5 | 3 | 0 | 2 | 141 | 134 | +7  | 6   |
| Alemania     | 5 | 2 | 0 | 3 | 124 | 137 | -13 | 4   |
| Hungría      | 5 | 1 | 0 | 4 | 118 | 140 | -22 | 2   |
| Rumania      | 5 | 0 | 0 | 5 | 107 | 136 | -29 | 0   |

- Resultados

| Fecha | Hora  | Partido¹     | Partido¹ | Partido¹ | Resultado |
| ----- | ----- | ------------ | -------- | -------- | --------- |
| 10.12 | 18:15 | Croacia      | -        | Rumania  | 25-20     |
| 10.12 | 20:30 | Países Bajos | -        | Noruega  | 25-32     |
| 12.12 | 18:15 | Hungría      | -        | Alemania | 25-32     |
| 12.12 | 20:30 | Croacia      | -        | Noruega  | 25-36     |
| 14.12 | 18:15 | Países Bajos | -        | Alemania | 28-27     |
| 14.12 | 20:30 | Hungría      | -        | Rumania  | 26-24     |
| 15.12 | 16:00 | Países Bajos | -        | Rumania  | 35-24     |
| 15.12 | 18:15 | Croacia      | -        | Alemania | 23-20     |
| 15.12 | 20:30 | Hungría      | -        | Noruega  | 21-32     |

- (¹) – Todos en Kolding.

## Fase final
- Todos los partidos en la hora local de Dinamarca (UTC+1).

|  | Semifinales     | Semifinales     |    |         | Final           | Final           |  |
|  | 18 de diciembre | 18 de diciembre |    |         | 20 de diciembre | 20 de diciembre |  |
|  |                 |                 |    |         |                 |                 |  |
|  |                 |                 |    |         |                 |                 |  |
|  | Francia         | 30              |    |         |                 |                 |  |
|  | Croacia         | 19              |    |         |                 |                 |  |
|  |                 |                 |    |         |                 |                 |  |
|  |                 |                 |    |         |                 |                 |  |
|  |                 |                 |    |         | Francia         | 20              |  |
|  |                 | Noruega         | 22 |         |                 |                 |  |
|  |                 |                 |    |         |                 |                 |  |
|  |                 |                 |    |         |                 |                 |  |
|  |                 |                 |    |         | Tercer lugar    |                 |  |
|  |                 |                 |    |         |                 |                 |  |
|  | Noruega         | 27              |    | Croacia | 25              |                 |  |
|  | Dinamarca       | 24              |    |         | Dinamarca       | 19              |  |

### Quinto lugar
| Fecha | Hora  | Partido¹ | Partido¹ | Partido¹     | Resultado |
| ----- | ----- | -------- | -------- | ------------ | --------- |
| 18.12 | 15:30 | Rusia    | -        | Países Bajos | 33-27     |

- (¹) – En Herning.

### Semifinales
| Fecha | Hora  | Partido¹ | Partido¹ | Partido¹  | Resultado |
| ----- | ----- | -------- | -------- | --------- | --------- |
| 18.12 | 18:00 | Francia  | -        | Croacia   | 30-19     |
| 18.12 | 20:30 | Noruega  | -        | Dinamarca | 27-24     |

- (¹) – En Herning.

### Tercer lugar
| Fecha | Hora  | Partido¹ | Partido¹ | Partido¹  | Resultado |
| ----- | ----- | -------- | -------- | --------- | --------- |
| 20.12 | 15:30 | Croacia  | -        | Dinamarca | 25-19     |

### Final
| Fecha | Hora  | Partido¹ | Partido¹ | Partido¹ | Resultado |
| ----- | ----- | -------- | -------- | -------- | --------- |
| 20.12 | 18:00 | Francia  | -        | Noruega  | 20-22     |

- (¹) – En Herning.

## Medallero
| Noruega | Francia | Croacia |
| Emilie Arntzen Malin Aune Kristine Breistøl Kari Dale Marit Frafjord Rikke Granlund (R) Camilla Herrem Marit Jacobsen Veronica Kristiansen Heidi Løke Katrine Lunde Nora Mørk Stine Oftedal Henny Reistad Emily Sando (R) Stine Skogrand Sanna Solberg-Isaksen Silje Solberg Marta Tomac (R) | Pauline Coatanea Cléopâtre Darleux Siraba Dembélé Pavlović Béatrice Edwige Laura Flippes Pauletta Foppa Laura Glauser (R) Orlane Kanor Aïssatou Kouyaté Alexandra Lacrabère Coralie Lassource (R) Amandine Leynaud Kalidiatou Niakaté Méline Nocandy Estelle Nze Minko Océane Sercien-Ugolin Chloé Valentini Grâce Zaadi Deuna | Lucija Bešen Valentina Blažević Ana Debelić Tena Japundža Katarina Ježić Dora Kalaus Larissa Kalaus Dora Krsnik Josipa Mamić Ćamila Mičijević Dejana Milosavljević Tea Pijević Paula Posavec Stela Posavec Kristina Prkačin (R) Marijeta Vidak |
| Thorir Hergeirsson (seleccionador) | Olivier Krumbholz (seleccionador) | Nenad Šoštarić (seleccionador) |

## Estadísticas

### Clasificación general
| 1. Noruega          |
| 2. Francia          |
| 3. Croacia          |
| 4. Dinamarca        |
| 5. Rusia            |
| 6. Países Bajos     |
| 7. Alemania         |
| 8. Montenegro       |
| 9. España           |
| 10. Hungría         |
| 11. Suecia          |
| 12. Rumania         |
| 13. Serbia          |
| 14. Polonia         |
| 15. República Checa |
| 16. Eslovenia       |

### Máximas goleadoras
| N.º | Nombre              | Selección    | Goles | Tiros | %    | Partidos jugados |
| --- | ------------------- | ------------ | ----- | ----- | ---- | ---------------- |
| 1   | Nora Mørk           | Noruega      | 52    | 70    | 74 % | 8                |
| 2   | Jovanka Radičević   | Montenegro   | 39    | 58    | 67 % | 6                |
| 3   | Lois Abbingh        | Países Bajos | 35    | 67    | 52 % | 7                |
| 3   | Ćamila Mičijević    | Croacia      | 35    | 67    | 52 % | 8                |
| 5   | Mia Rej Bidstrup    | Dinamarca    | 33    | 49    | 67 % | 8                |
| 5   | Camilla Herrem      | Noruega      | 33    | 47    | 70 % | 8                |
| 7   | Carmen Martín       | España       | 32    | 45    | 71 % | 6                |
| 8   | Alexandra Lacrabère | Francia      | 31    | 45    | 69 % | 8                |
| 8   | Stine Oftedal       | Noruega      | 31    | 59    | 53 % | 8                |
| 10  | Katrin Klujber      | Hungría      | 30    | 52    | 58 % | 6                |

Fuente:  Archivado el 31 de diciembre de 2021 en Wayback Machine.

### Mejores porteras
| N.º | Nombre            | Equipo          | Paradas | Tiros | %    | Partidos jugados |
| --- | ----------------- | --------------- | ------- | ----- | ---- | ---------------- |
| 1   | Silje Solberg     | Noruega         | 36      | 88    | 41 % | 4                |
| 2   | Cléopâtre Darleux | Francia         | 41      | 107   | 38 % | 7                |
| 2   | Katrine Lunde     | Noruega         | 45      | 119   | 28 % | 6                |
| 2   | Branka Zec        | Eslovenia       | 13      | 34    | 38 % | 3                |
| 5   | Petra Kudláčková  | República Checa | 42      | 116   | 36 % | 3                |
| 5   | Tea Pijević       | Croacia         | 79      | 221   | 36 % | 8                |
| 7   | Althea Reinhardt  | Dinamarca       | 24      | 69    | 35 % | 8                |
| 7   | Sandra Toft       | Dinamarca       | 75      | 214   | 35 % | 8                |
| 9   | Denisa Dedu       | Rumania         | 30      | 87    | 34 % | 5                |
| 10  | Amandine Leynaud  | Francia         | 50      | 157   | 32 % | 8                |

Fuente: 

### Equipo ideal
- Mejor jugadora del campeonato —MVP—: Estelle Nze Minko[1] ( Francia).

| Posición          | Nombre                | País       |
| ----------------- | --------------------- | ---------- |
| Portera           | Sandra Toft           | Dinamarca  |
| Extremo derecha   | Jovanka Radičević     | Montenegro |
| Extremo izquierda | Camilla Herrem        | Dinamarca  |
| Pivote            | Ana Debelić           | Croacia    |
| Central           | Stine Oftedal         | Noruega    |
| Lateral derecha   | Nora Mørk             | Noruega    |
| Lateral izquierda | Vladlena Bobrovnikova | Rusia      |
| Defensora         | Line Haugsted         | Dinamarca  |

Fuente:  ==Referencias==
1. 1 2  «EHF Euro 2020 all-star team unveiled». Pág.de la EHF (en inglés). 20 de diciembre de 2020. Consultado el 22 de abril de 2024.
2. ↑  «Joint bid success for Norway and Denmark». Portal de la EHF (en inglés). 20 de septiembre de 2014. Consultado el 22 de abril de 2024.
3. ↑  «Noruega renuncia a organizar el Europeo a 17 días del inicio». As. 16 de noviembre de 2020. Consultado el 22 de abril de 2024.
4. ↑  «Women’s only: All nominated referees for EHF EURO 2020 are female». Pág de la EHF (en inglés). 9 de octubre de 2020. Consultado el 22 de abril de 2024.
5. ↑  «Team Roster». Portal de la EHF. 18 de diciembre de 2020. Consultado el 22 de abril de 2024.
6. ↑  «Team Roster». Portal de la EHF. 18 de diciembre de 2020. Consultado el 22 de abril de 2024.
7. ↑  «Team Roster». Portal de la EHF. 18 de diciembre de 2020. Consultado el 22 de abril de 2024.